# 日鉄日立システムソリューションズ
日鉄日立システムソリューションズ株式会社（にってつひたちシステムソリューションズ、英文社名 NIPPON STEEL Hitachi Systems Solutions, Inc.）は、日本製鉄グループ、日立グループのシステムインテグレーター（ユーザー系）。略称は NHS。

## 概要
新日本製鐵（現・日本製鉄）と日立製作所の共同出資により、1988年4月に発足したシステムインテグレーター（SIer）である。情報システムに関するコンサルティング、ソリューションの提案、ソリューションを実現するシステムの設計・開発、システムの保守・運用まで、システムライフサイクル全体にわたるサービスを提供している。
本社は東京都中央区明石町聖路加タワー内。愛知県名古屋市・大阪府大阪市・兵庫県姫路市・福岡県福岡市・大分県大分市に事業所を構える。

## 沿革
- 1988年（昭和63年）4月1日 - 新日本製鐵と日立製作所の共同出資により「日鉄日立システムエンジニアリング株式会社」を設立（本社：東京都千代田区）。
- 1995年（平成7年）4月 - SAP ERPソリューション事業開始。
- 1998年（平成10年）4月 - 事業部制に組織変更。金融システム、ゲノムインフォマティクス事業（現・医薬ソリューション）事業に参入。
- 2000年（平成12年）3月 - 経済産業省システムインテグレータに認定。
- 2001年（平成13年）4月 - 筆頭株主を新日本製鐵から新日鉄ソリューションズに変更。
- 2003年（平成15年）4月 - 東京都中央区へ本社を移転。
- 2005年（平成17年）4月 - 電子帳票システム「Paples」を中心とした独自ソリューション事業を開始。
- 2005年（平成17年）12月 - プライバシーマーク認証取得。
- 2006年（平成18年）4月 - 中堅企業向けERP事業を開始（GRANDITコンソーシアム加盟、後にプライムパートナー資格取得）
- 2011年（平成23年）11月 - ニアショア開発拠点・福岡開発センター設置。
- 2012年（平成24年）9月 - 受付発券iPadアプリ「Serialna」をはじめとするスマートデバイス事業を開始。
- 2016年（平成28年）4月 - 営業支援システム「LaXiTera」をはじめとするクラウドサービス事業を開始。
- 2017年（平成29年）4月 - AWSやAzure上でのシステムインフラ基盤構築をはじめとしたクラウドソリューション事業を開始。
- 2023年（令和5年）4月 - 「日鉄日立システムソリューションズ株式会社」に社名変更。

## 事業内容

### DX推進支援ソリューション＆コンサルティングサービス
- 基幹システムのコンサルティング・設計・構築サービス
  - 環境アセスメント・ERP導入支援
  - 基幹システムの保守運用・ERPのアップグレード
- ITインフラの設計・構築コンサルティングサービス
  - ネットワーク・セキュリティの設計・構築
  - 運用管理システムの設計・構築
  - クラウド環境の設計・構築
- フロントアプリケーションシステムコンサルティング・設計・構築・保守運用サービス
  - Web・スマートデバイス向けアプリケーションの設計・開発
  - システム連携・統合ソリューション
- 法令対応システムコンサルティングサービス
  - 電子帳簿保存法、税制改正対応システムコンサルティングサービス

### 電子ドキュメントソリューション
- Paples（パピレス／統合帳票基盤ソリューション）
- DocYou（ドックユー／電子契約・取引管理プラットフォーム）

### ERPソリューション
- 大規模企業向けERP（SAP ERP）
- 中規模企業向けERP（GRANDIT 他）

### 医薬向けソリューション
- PharMart 実消化（医薬向け販売実績管理ソリューション）
- PharMart SFA（医薬向けSFAソリューション）
- PharMart コールセンター（医薬向けコールセンターソリューション）
- PharMart プロモーション資材管理（プロポーザル支援ソリューション）
- 医薬研究開発支援ソリューション

### クラウドサービス型ソリューション
- DocYou（ドックユー／電子契約・取引管理プラットフォーム）
- PharMart（ファルマート／医薬・医療機器向けソリューション）
- LaXiTera（ラクシテラ／SFA・日報・活動管理）
- Serialna（シリアルナ／iPad受付・発券サービス）

### ITインフラソリューション
- リモートワーク環境構築ソリューション
- ITセキュリティソリューション
- クラウド環境設計構築ソリューション

## パッケージソフトウエアの詳細

### Paples（パピレス／統合帳票基盤・電子帳票システム）
1992年発売、PaplesⅠ、PaplesⅡ、PaplesⅢ、PaplesWebの各バージョンアップを経て、最新バージョンはPaples5。帳票の作成・取込みから電子保存、出力・活用までをワンパッケージでカバーする統合帳票基盤パッケージ。Paplesを活用した電子帳簿保存法など法令対応支援サービスも行っている。AWS等クラウド上に構築可能で、帳票・ドキュメントの一元管理や電子活用、長期保存に活用でき、業務のデジタル化・テレワーク対応、働き方改革に貢献する。Paples ver5.2でJIIMAの電子帳簿保存法に関する認証を4区分取得している。

### Speed-I（スピードアイ／SAP ERP対応テンプレート）
SAPシステムのアドオン型個別機能追加テンプレート。現在、「Speed-I ワークフローテンプレート（電子承認機能）」、「Speed-I powered by AWS （SAP×クラウド≪Amazon Web Services≫）」がある。

### GRANDIT 業種別・機能追加テンプレート
NHSはGRANDIT社が提供する国産Web-ERP「GRANDIT（グランディット）」のコンソーシアムのプライムパートナーである。素材系製造業向け生産管理テンプレート、商社向け複数単位販売管理テンプレート、プロジェクト管理企業向け損益管理テンプレートなど、いくつかの業種業態別専用テンプレートを用意しており、省コスト化、短工期化を図ることができる。また、Paplesと連携した電子帳簿保存法対応専用インターフェースやGRANDIT標準帳票テンプレートなどがある。

### PharMart（ファルマート／製薬業向けソリューション）
NHSの20年来の製薬業向けシステム開発ノウハウをテンプレート化したソリューション。現在、「PharMart 実消化」、「PharMart コールセンター」、「PharMart SFA」、「PharMart プロモーション資材管理」がある。

### Serialna（シリアルナ／受付番号発券iPadアプリケーション）
2012年リリース。順番待ちの発生する受付窓口業務に対応するiPad用の自動受付番号発券アプリで、基本機能は無料で提供している（2022年2月現在）。
受付用と呼出用のiPad2台と対応プリンタ、無線LANを用意し、AppStoreからアプリをダウンロード・インストールすればだれでも利用可能。メール呼び出し等の有料オプションやLINE呼び出しなど高度なエンタープライズ機能を搭載した企業向け「Enterprise Serialna」がある。

### LaXiTera（ラクシテラ／SFA営業支援・活動管理クラウドサービス）
営業の日々の活動を登録し、営業活動管理や案件管理、顧客管理を行うアプリケーション。日報や週報を自動作成する他、スマートフォンにも対応し、出先からの入力や閲覧も可能。クラウド版とオンプレミス版がある。PaplesReportsにより見積もり作成も可能。2016年サービスイン。

### DocYou（ドックユー／電子契約・取引管理プラットフォーム）
企業間取引で発生する書面のやり取りを電子化し、電子契約、電子取引、書類配信、ドキュメント管理業務をサポートするクラウドサービス。3社間取引など様々な取引様式に対応し、取引業務を効率化する。2020年クラウドサービスとしてサービスイン。